# Kostreši Šaški
Kostreši Šaški falu Horvátországban, a Sziszek-Monoszló megyében, közigazgatásilag Sunja községhez tartozik.

## Fekvése
Sziszek városától légvonalban 29, közúton 35 km-re délkeletre, községközpontjától 11 km-re délkeletre, a Sunja-mező nyugati szélén, a Sunjáról Hrvatska Dubicára menő főút és a Zágráb – Novszka vasútvonal mentén fekszik.

## Története
Kostreši a török kiűzése után a 17. század végétől pravoszláv boszniai szerbekkel betelepített falvak közé tartozik. A falu 1773-ban az első katonai felmérés térképén „Dorf Kostresy” néven szerepel. Lipszky János 1808-ban Budán kiadott Repertóriumában „Kosztressi” a neve.  Nagy Lajos 1829-ben kiadott művében ugyancsak „Kosztressi” néven 37 házzal és 164 lakossal szerepel. A Petrinya központú második báni ezredhez tartozott. 1857-ben 216, 1910-ben 298 lakosa volt. A katonai közigazgatás megszüntetése után Zágráb vármegye részeként a Kostajnicai járáshoz tartozott. A délszláv háború előtt lakosságának 91%-a szerb nemzetiségű volt. 1991. június 25-én a független Horvátország része lett. A délszláv háború idején lakossága a szerb erőkhöz csatlakozott. A Krajinai Szerb Köztársasághoz tartozott. A falut 1995. augusztus 5-én a Vihar hadművelettel foglalta vissza a horvát hadsereg. A szerb lakosság többsége elmenekült. A településnek 2011-ben 71 lakosa volt.

## Népesség
| Lakosság változása | Lakosság változása | Lakosság változása | Lakosság változása | Lakosság változása | Lakosság változása | Lakosság változása | Lakosság változása | Lakosság változása | Lakosság változása | Lakosság változása | Lakosság változása | Lakosság változása | Lakosság változása | Lakosság változása | Lakosság változása |
| ------------------ | ------------------ | ------------------ | ------------------ | ------------------ | ------------------ | ------------------ | ------------------ | ------------------ | ------------------ | ------------------ | ------------------ | ------------------ | ------------------ | ------------------ | ------------------ |
| 1857               | 1869               | 1880               | 1890               | 1900               | 1910               | 1921               | 1931               | 1948               | 1953               | 1961               | 1971               | 1981               | 1991               | 2001               | 2011               |
| 216                | 226                | 226                | 256                | 301                | 298                | 319                | 329                | 291                | 301                | 308                | 291                | 250                | 231                | 125                | 71                 |